# West Newbury

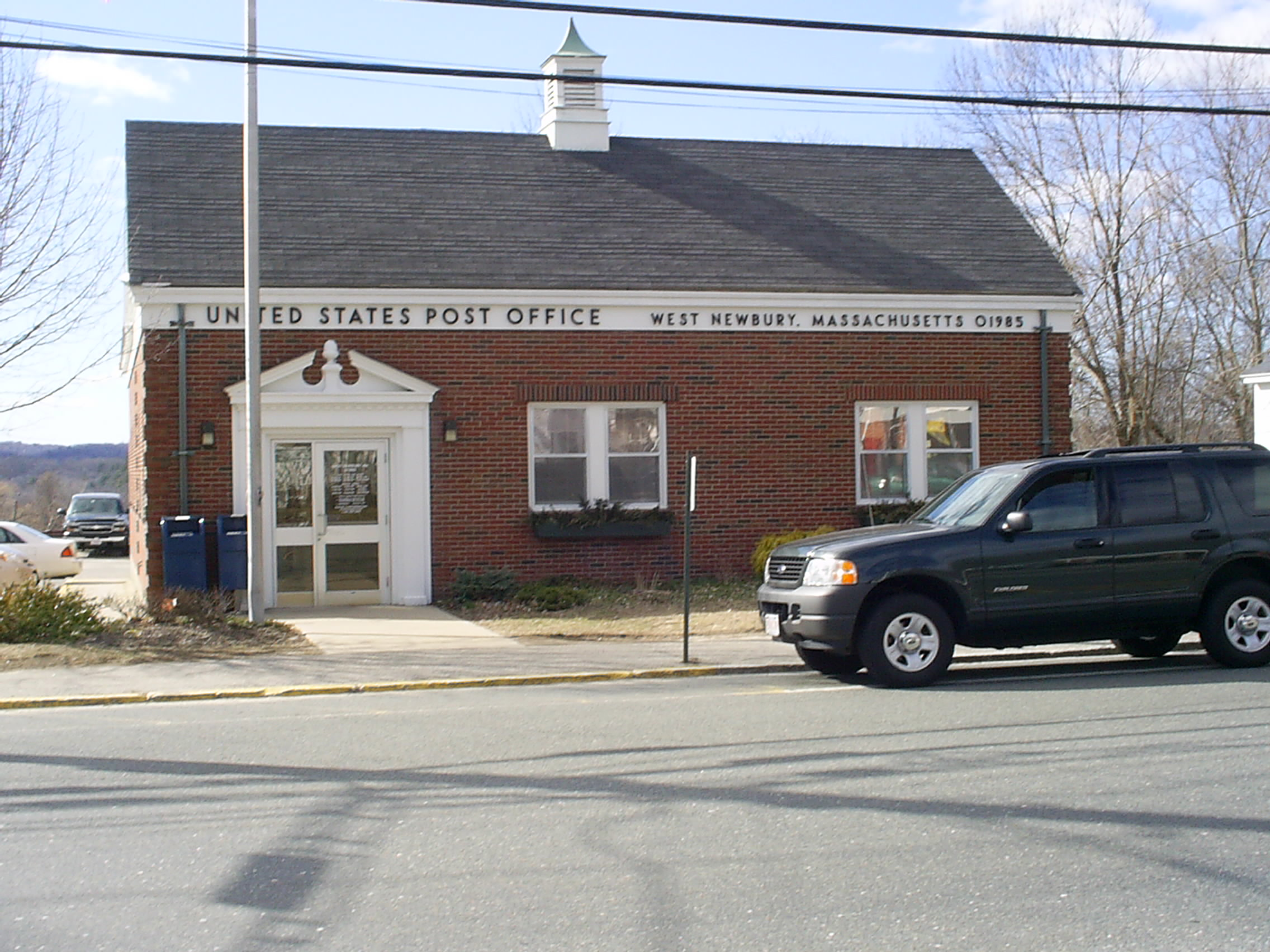
Postkontoret i West Newbury

West Newbury är en kommun (town) i Essex County, Massachusetts, USA med cirka 4 440 invånare (2000).

## Kända personer från West Newbury
- John Cena, fribrottare